# Tomás Braulio Platero
Tomás Braulio Platero IV (Buenos Aires, 1857 - La Plata, 17 de febrer de 1925) va ser un dels fundadors de la Unión Cívica Radical (UCR), el partit polític més antic de l'Argentina, i una de les més prominents figures afroargentines del seu temps.
Platero va néixer el 1857 i, encara que l'esclavitud havia estat abolida a Argentina el 1812, va patir la discriminació local cap a persones de color negre. Es va unir a la Unió Cívica original el 1890, i es va transformar en un partidari lleial del primer líder del partit, Leandro Alem, convertint-se en un prominent membre del comitè de La Plata després de l'escissió de 1891 en la Unió Cívica, portant a l'establiment de la UCR (que tenia un major activisme cap a l'assoliment del vot masculí universal).
També va ser el fundador de l'Associació Professional de la Província de Buenos Aires, i president de la Societat de Cooperatives Elèctriques. Nomenat com a cap i director del Registre Civil pel 3r i 5è districte de Buenos Aires, on els naixements negres, casaments i defuncions eren anotats en llibres comptables diferents, i eventualment va ajudar a acabar amb aquesta pràctica. El 1877 va ser fundador i president de la societat de socors mutus La Protectora. També va ser una persona de fortes conviccions religioses, i un germà de l'Orde franciscà.
Després del suïcidi d'Alem el 1896, Platero es va convertir en partidari del dr. Hipólito Yrigoyen, l'activisme del qual va portar a l'aprovació de la llei Saenz Peña el 1912, i les primeres eleccions presidencials de l'Argentina, el 1916. Com a ferm defensor del president Yrigoyen, Platero era un opositor dels antipersonalistes (una ala més conservadora de la UCR).
Platero va morir l'any 1925, i al seu funeral van assistir les màximes autoritats de la UCR, entre ells el governador de la província de Buenos Aires, José Luis Cantilo, Federico Zelarrayán (portant condolences de Yrigoyen) i altres figures de la UCR.